# Dan Newhouse
Daniel Milton Newhouse (Sunnyside, Washington; 10 de julio de 1955) es un político y científico agrícola estadounidense que se desempeña como representante de los Estados Unidos por el 4.º distrito congresional de Washington desde 2015. Se desempeñó como director del Departamento de Agricultura de Washington y como miembro de la Cámara de Representantes de Washington. Es miembro del Partido Republicano.

## Biografía

### Primeros años y carrera
Nació en Sunnyside, al este de Yakima. Fue criado en una granja por sus padres, Ruth Martin e Irv Newhouse, con cuatro hermanas y un hermano. La familia de su padre era holandesa. Sus padres y todos sus hermanos se graduaron en la Universidad Estatal de Washington. Su padre sirvió en la Cámara de Representantes y el Senado del estado de Washington durante 34 años y se jubiló en 1998.Se graduó con una licenciatura en Economía Agrícola en 1977.

### Carrera
Cumplió cuatro mandatos en la Cámara de Representantes de Washington entre 2003 y 2009, en representación del 15.º distrito en el este del condado de Yakima, el antiguo distrito de su padre. En 2009, Christine Gregoire, entonces gobernadora de Washington, nombró a Newhouse para dirigir el Departamento de Agricultura del Estado de Washington. El gobernador recién elegido, Jay Inslee, no volvió a nombrar a Newhouse como director de agricultura en 2013.

### Cámara de Representantes de los Estados Unidos

#### Elecciones
En febrero de 2014, ingresó a las primarias republicanas para el 4.º distrito congresional de Washington. El titular, Doc Hastings, no se postuló. Newhouse y su compañero republicano Clint Didier avanzaron a las elecciones de noviembre después de terminar entre los dos primeros en las primarias de agosto.
La carrera estuvo muy reñida y fue vista como una batalla entre las facciones del Partido Republicano; Newhouse es considerado un republicano de la corriente principal, mientras que Didier se identificó abiertamente con el movimiento Tea Party. Newhouse derrotó a Didier por un margen de 51 a 49%.
Se enfrentó a Didier en una revancha en 2016, ubicándose primero en las primarias generales con 44 720 votos (45,77 %) frente a los 26 892 de Didier (27,53 %). En las elecciones generales, Newhouse derrotó a Didier, 132 517 votos (57,64 %) contra 97 402 (42,36 %).

#### Mandato
En diciembre de 2020, fue uno de los 126 miembros republicanos de la Cámara de Representantes que firmaron un amicus curiae en apoyo de Texas v. Pensilvania, una demanda presentada en la Corte Suprema de los Estados Unidos impugnando los resultados de las elecciones presidenciales de 2020, en las que Joe Biden derrotó  al titular Donald Trump. La Corte Suprema se negó a escuchar el caso sobre la base de que Texas carecía de legitimación conforme al Artículo III de la Constitución para impugnar los resultados de una elección realizada por otro estado.
La presidenta de la Cámara de Representantes, Nancy Pelosi, emitió un comunicado en el que calificó la firma del informe amicus curia como un acto de "subversión electoral". También reprendió a Newhouse y a los otros miembros de la Cámara que apoyaron la demanda: "los 126 miembros republicanos que firmaron esta demanda deshonraron a la Cámara. En lugar de mantener su juramento de apoyar y defender la Constitución, eligieron subvertir la Constitución y socavar la confianza pública en nuestras sagradas instituciones democráticas".
El 19 de mayo de 2021, se convirtió en uno de los 35 republicanos que se unieron a todos los demócratas en la votación para aprobar la legislación para establecer la comisión del 6 de enero destinada a investigar el asalto al Capitolio de los Estados Unidos.